# Braccio di Ferro locandiere
Braccio di Ferro locandiere (We Aim to Please) è un film del 1934 diretto da Dave Fleischer. È un cortometraggio d'animazione della serie Braccio di Ferro, uscito negli Stati Uniti il 28 dicembre 1934.

## Trama
Mentre il nuovo diner di Braccio di Ferro e Olivia Oyl apre i battenti, i due cantano che "mirano a soddisfare" i loro clienti. Olivia nota che sulla stessa strada c'è un posto molto più adatto per il loro ristorante, così Braccio di Ferro lo sposta. Poldo Sbafini e Bluto osservano dall'altra parte della strada, e il primo annuncia che otterrà un hamburger senza pagare. Poldo riesce infatti a convincere l'ignaro Braccio di Ferro a fargli credito. Segue Bluto, che pretende una mezza dozzina di panini che vengono prontamente preparati da Olivia. Dopo che li ha divorati, Braccio di Ferro gli presenta il conto, ma lui lo fa a pezzi prima di tirargli la senape in faccia; ne segue una rissa tra i due. Mentre volano hamburger e condimenti, Poldo torna e riesce a farsi un altro pasto gratis. Quando Bluto prende il sopravvento, Olivia serve a Braccio di Ferro gli spinaci, che gli consentono di ribaltare prontamente la situazione e trasformare Bluto in un bel pezzo di baloney.

## Distribuzione

### Edizione italiana
L'unico doppiaggio italiano conosciuto fu realizzato dalla C.R.C. per la trasmissione del corto sulle reti Rai a metà anni 1990. Nei dialoghi Poldo afferma che pagherà Braccio di Ferro mercoledì, anziché martedì come nell'edizione originale (si tratta di una celebre battuta del personaggio nei fumetti). Non essendo stata registrata una colonna internazionale, fu sostituita la musica presente durante i dialoghi.

### Edizioni home video
Il corto fu pubblicato in DVD-Video in America del Nord il 31 luglio 2007 nel secondo disco della raccolta Popeye the Sailor: Volume One.